# Punto di equilibrio
Un punto di equilibrio di un sistema dinamico è un punto in corrispondenza del quale l'evoluzione del sistema è stazionaria.
Dato un sistema autonomo {\displaystyle {\dot {\mathbf {x} }}(t)=\mathbf {f} (\mathbf {x} (t))}, il vettore {\displaystyle \mathbf {x} _{0}} è un punto di equilibrio se {\displaystyle f(\mathbf {x} _{0})=\mathbf {0} }. In tal caso la funzione {\displaystyle \mathbf {x} (t)=\mathbf {x} _{0}} è una soluzione (stazionaria) per ogni {\displaystyle t}. Le soluzioni stazionarie sono tutti e soli i punti di equilibrio dell'equazione, la cui ricerca coincide quindi con il trovare gli zeri del campo vettoriale {\displaystyle \mathbf {f} }.

## Definizione
Se il sistema dinamico è determinato da una equazione differenziale (o un sistema di equazioni):
{\displaystyle {\frac {d}{dt}}x(t)=F(x(t),t)}
un punto di equilibrio è un punto {\displaystyle x_{0}} tale che {\displaystyle F(x_{0},t)=0} per ogni {\displaystyle t}. Questa condizione implica infatti che:
{\displaystyle {\frac {d}{dt}}x(t)=0}
da cui, integrando, si ottiene {\displaystyle x(t)=cost} indipendentemente dal tempo {\displaystyle t}, ovvero il sistema tende a rimanere immutato alle condizioni descritte dal punto {\displaystyle x_{0}}. Di particolare interesse è lo studio delle derivate (o la jacobiana) di {\displaystyle f} in corrispondenza dei punti di equilibrio, poiché fornisce diverse informazioni sul comportamento locale della soluzione.
Se il sistema dinamico è determinato da un'equazione di ricorrenza:
{\displaystyle x_{n+1}=T(x_{n},n)}
allora un punto di equilibrio è un punto {\displaystyle x_{0}} che sia un punto fisso delle mappe {\displaystyle T(x_{i},i)}, ovvero tale che {\displaystyle T(x_{0},n)=0} per ogni n.

## Stabilità
I punti di equilibrio possono essere classificati linearizzando l'equazione, e osservando il segno degli autovalori della matrice jacobiana (relativa al sistema linearizzato) valutata nel punto di equilibrio.
Un punto di equilibrio è iperbolico se nessuno degli autovalori ha parte reale nulla. Se tutti gli autovalori hanno parte reale negativa il punto di equilibrio è stabile, mentre se almeno un autovalore ha parte reale positiva l'equilibrio è instabile. Infine, se ci sono almeno un autovalore che ha parte reale positiva e uno che ha parte reale negativa, il punto è un punto di sella.